# 7095 Lamettrie
A 7095 Lamettrie (ideiglenes jelöléssel 1992 SB22) a Naprendszer kisbolygóövében található aszteroida. Eric Walter Elst fedezte fel 1992. szeptember 22-én.